# Termometr laboratoryjny

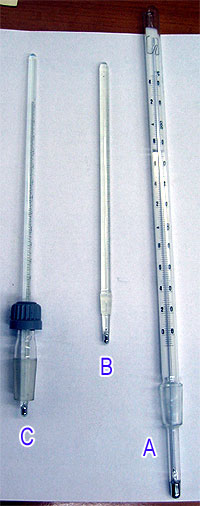
Termometry laboratoryjne

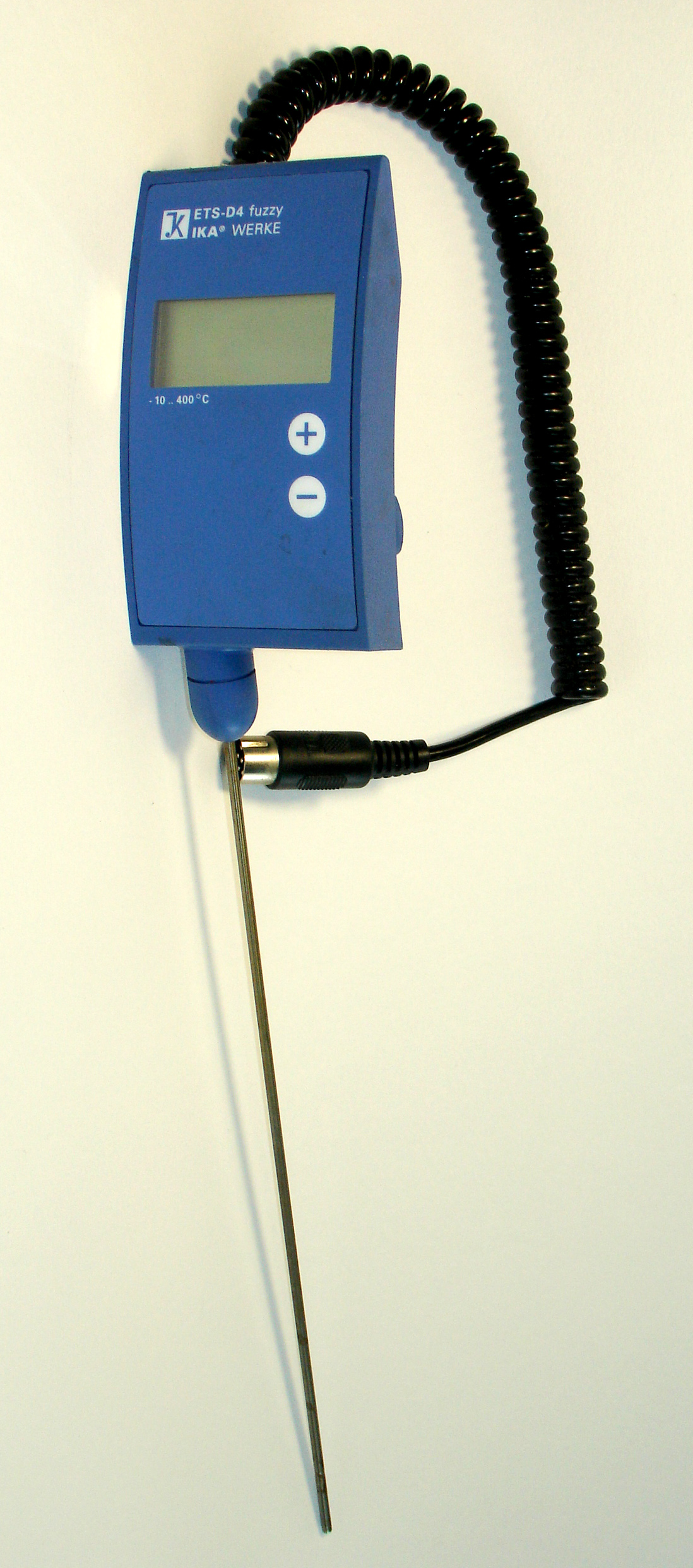
Laboratoryjny termometr elektroniczny

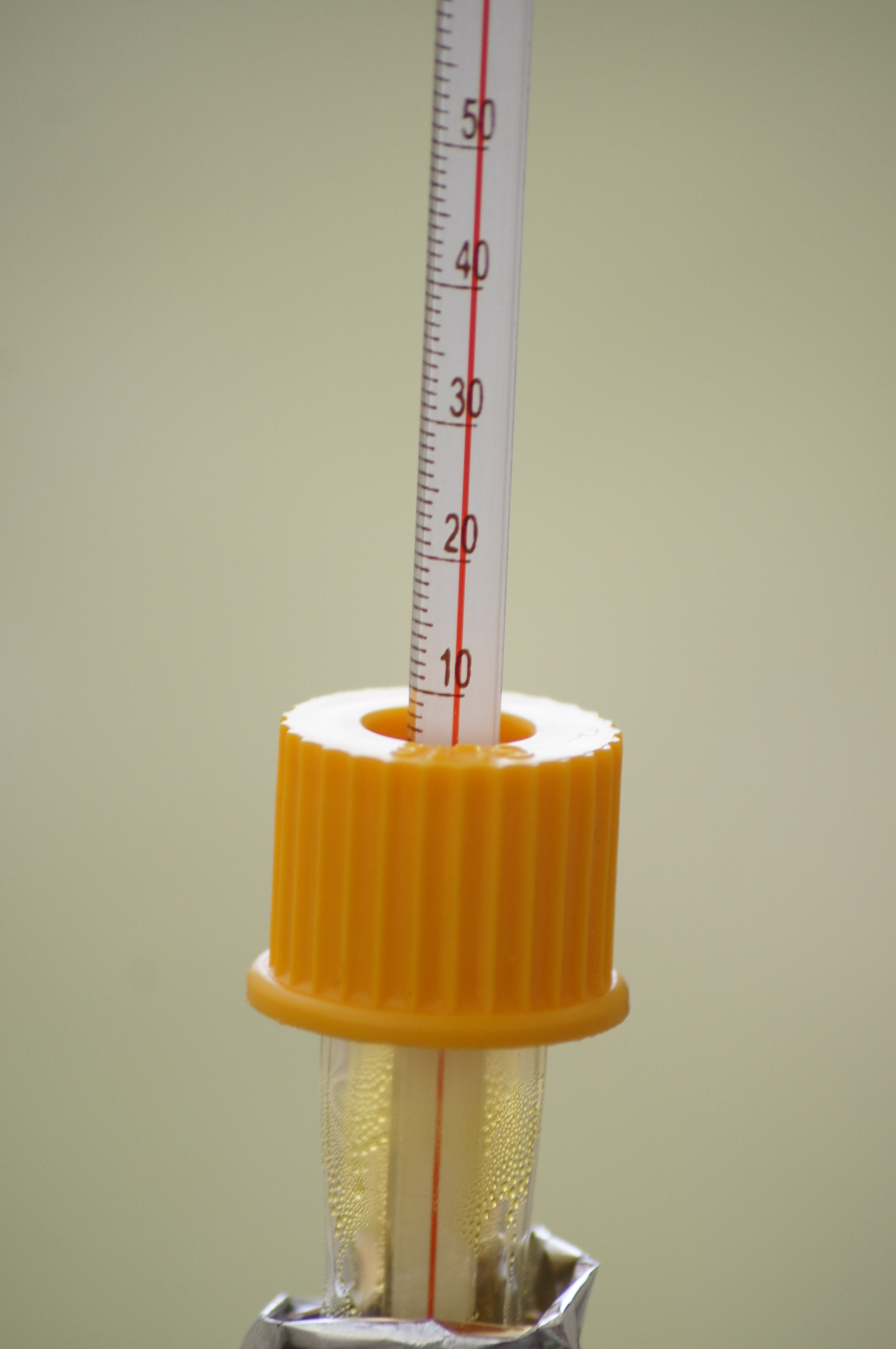
Termometr laboratoryjny wypełniony alkoholem w reduktorze

Termometr – sprzęt laboratoryjny służący do pomiaru temperatury rozmaitych substancji, zwykle umieszczonych wewnątrz szklanej aparatury. Konstrukcja termometrów laboratoryjnych nie różni się jakoś szczególnie od termometrów stosowanych w innych miejscach. Termometry te mają jednak kilka specyficznych cech.
Najbardziej popularne są zwykłe szklane termometry rtęciowe. Najbardziej typowym rodzajem tego typu urządzeń są długie termometry ze szlifem męskim (A na zdjęciu). Są one zwykle stosowane w trakcie destylacji i są umieszczane w nasadkach destylacyjnych. Dzięki temu, że są bardzo długie, mają dokładną skalę o szerokim zakresie temperatur, jednak rozmiary te czasami utrudniają ich montowanie. Mają one też dość dużą własną pojemność cieplną i dlatego dość wolno reagują na zmiany temperatury.
Odmianą tradycyjnych długich termometrów ze szlifem są mikrotermometry (B), które są znacznie krótsze i mają bardzo wąskie, kapilarne rurki z rtęcią. Są one mniej dokładne od tradycyjnych termometrów i mają zwykle mniejszy zakres pomiaru, ale za to znacznie łatwiej się je montuje i bardzo szybko reagują one na zmiany temperatury.
Wadą wszystkich termometrów ze szlifem jest to, że nie można regulować ich stopnia zagłębienia w aparaturze. Z tego powodu można je stosować tylko razem z dokładnie pasującymi do nich nasadkami destylacyjnymi. Problem ten rozwiązuje stosowanie bardziej uniwersalnych termometrów bagietkowych (C). Termometry te łączy się z aparaturą za pomocą specjalnych reduktorów, które z jednej strony posiadają zakrętkę z uszczelką, a z drugiej szlif męski. Umożliwia to zagłębianie tych termometrów na dowolną głębokość. Nie można ich jednak stosować przy destylacji pod wysoką próżnią, gdyż połączenie przez uszczelkę nie jest tak szczelne jak zwykłe połączenie szlifowe.
Do pomiaru bardzo niskich temperatur nie można stosować termometrów rtęciowych, gdyż rtęć krzepnie w –38 °C. Zamiast tego stosuje się termometry napełniane mieszaniną alkoholi (zwykle izopropanolem i glikolem), zabarwianą na niebiesko lub czerwono. Oprócz tego konstrukcja termometrów alkoholowych niczym się nie różni od termometrów rtęciowych.
Oprócz termometrów szklanych, stosuje się też termometry elektroniczne oparte na termoparach. Termometry te mają zazwyczaj bardzo szeroki zakres mierzonej temperatury i są dość dokładne. Nie stosuje się ich zwykle do umieszczania wewnątrz aparatury, ale stosuje się przy stolikach grzejnych mieszadeł magnetycznych, mikroskopach, termostatach, łaźniach itp. Termometry te pełnią też często jednocześnie rolę urządzeń regulujących temperaturę.